# Zuckenriet
Zuckenriet ist eine Ortschaft und ein Schloss in der politischen Gemeinde Niederhelfenschwil im Wahlkreis Wil des Kantons St. Gallen in der Schweiz. Zuckenriet liegt abseits der Hauptstrassen im nördlichen Teil der Gemeinde und besteht aus dem Dorf Zuckenriet und dem Weiler Dietenwil.

## Geschichte

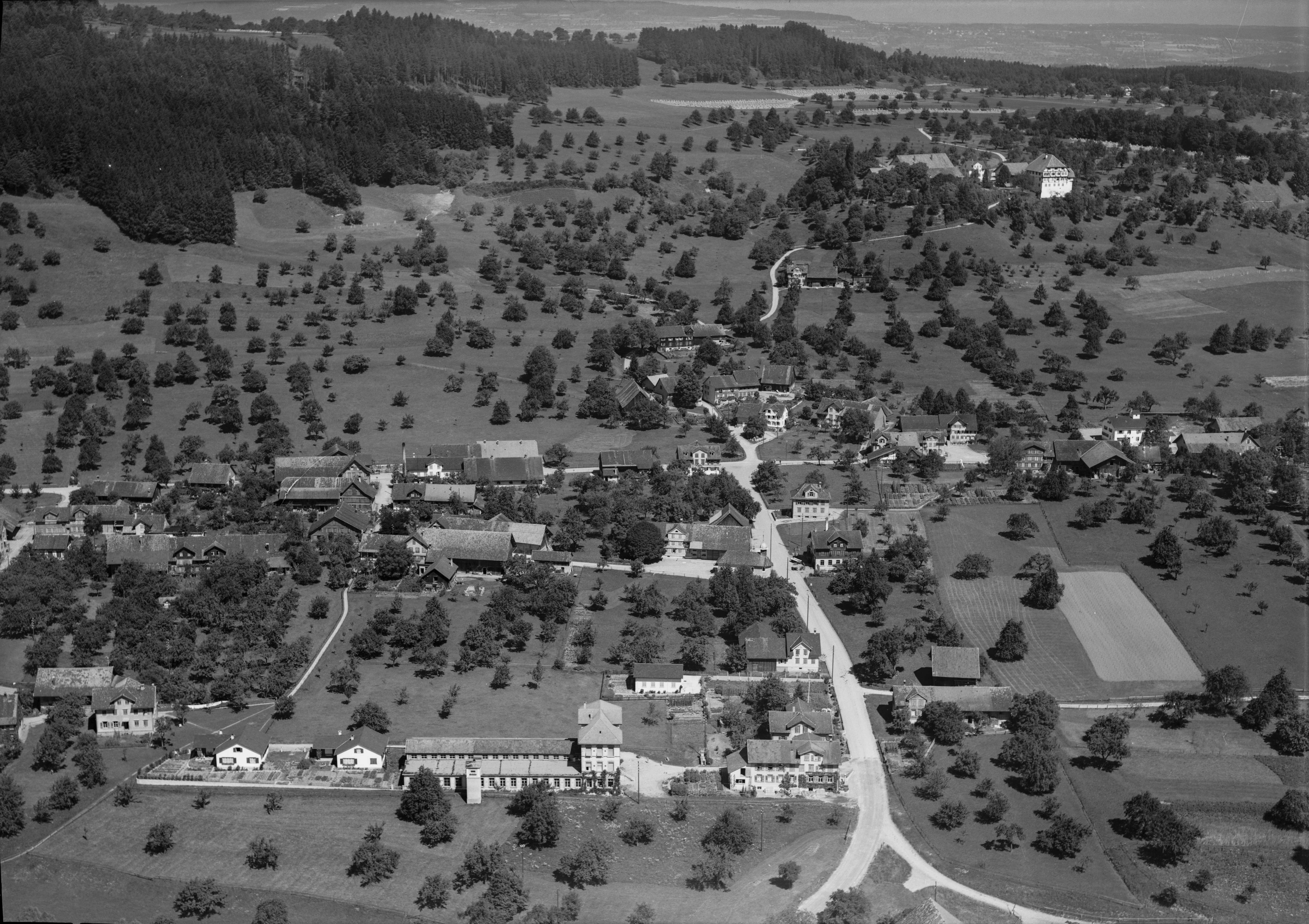
Zuckenriet im Jahr 1954

Zuckenriet wird zwischen 782 (Zuckinreod, Riet des Zucko) und 894 in zwölf Urkunden erwähnt, die vor allem Schenkungen an das Kloster St. Gallen belegen. Das nördlich des Dorfs gelegene Schloss Zuckenriet wurde im 11./12. Jahrhundert als viereckiger Turm erbaut und diente dem fürstäbtischen Verwalter als Sitz. Zwischen 1213 und 1735 wurden die Löwen von Zuckenriet, die von Rosenberg, von Landenberg, Muntprat, von Helmsdorf, Muntprat von Spiegelberg und von Gielsberg als Schlossherren und fürstäbtische Ministerialen erwähnt. Das Schloss wurde 1407 von den Appenzellern erobert und erhielt in der zweiten Hälfte des 15. Jahrhunderts sein heutiges Aussehen mit dem Kapellenanbau.
Der Gerichtsbezirk Zuckenriet gelangte im Mittelalter in den Einflussbereich stift-sankt-gallischer Ministerialengeschlechter. 1543 kaufte die Fürstabtei St. Gallen das Gericht Zuckenriet zurück, teilte es dem Wiler Amt zu und erliess eine äbtische Offnung.
Das nach Niederhelfenschwil pfarrgenössige Zuckenriet trat vorübergehend zur Reformation über.
1611 bewilligte das Stift St. Gallen den Bau einer Kapelle.
Das Schloss gelangte 1735 ebenfalls in den Besitz der Fürstabtei, kam nach der Aufhebung des Klosters 1805 an den Kanton und ging 1807 in Privatbesitz über.
Bereits 1803 wurde Zuckenriet mit Niederhelfenschwil und Lenggenwil zur politischen Gemeinde Niederhelfenschwil vereinigt.
Zuckenriet bewahrte mit der 1876 gegründeten Dorfkorporation eine gewisse Eigenständigkeit.

## Sehenswürdigkeiten

### Schloss Zuckenriet

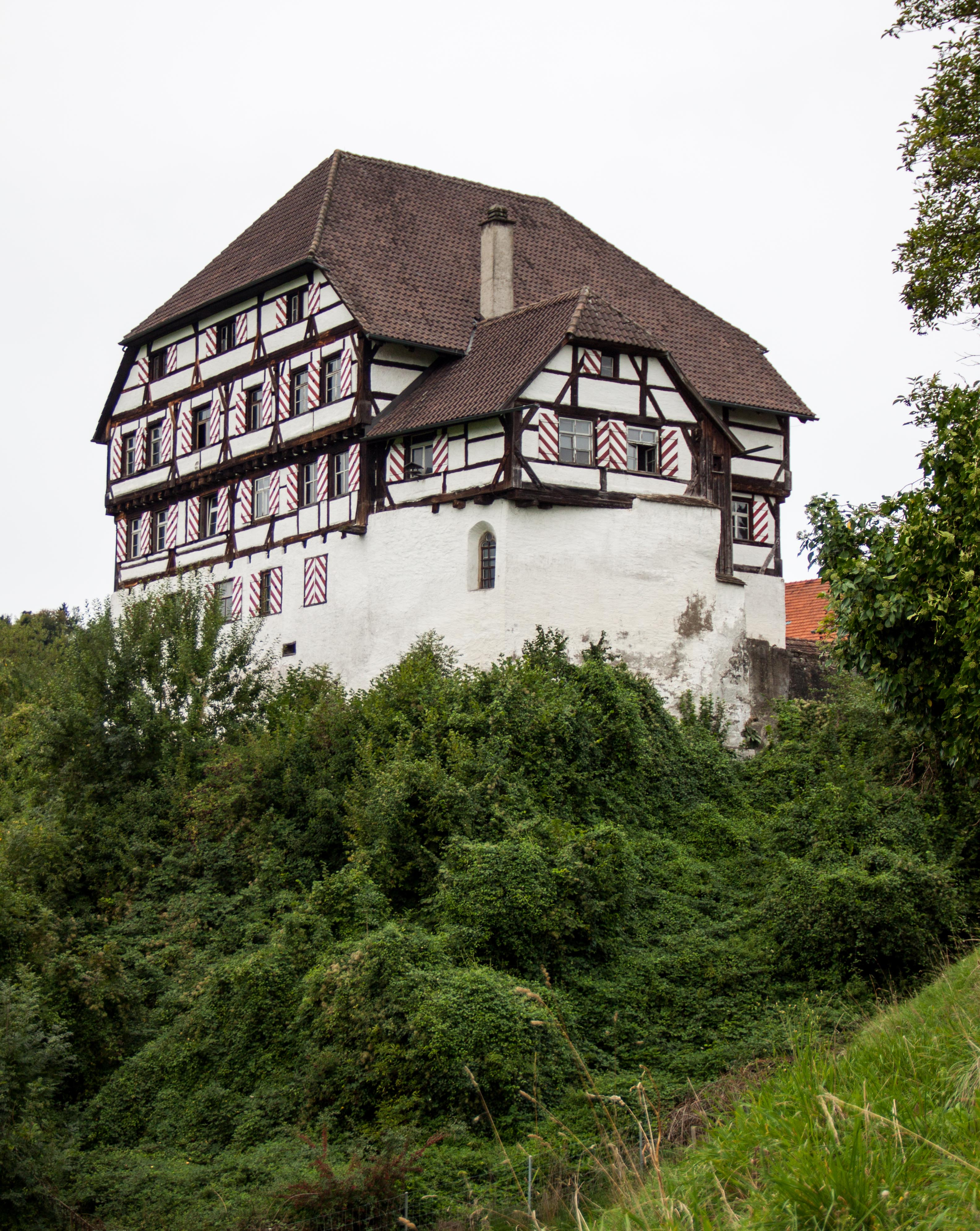
Schloss Zuckenriet

Das Schloss Zuckenriet hoch über dem Dorf wurde im 11. und 12. Jahrhundert unter Abt Ulrich von Eppenstein erbaut und diente dem fürstäbtlichen Verwalter als Sitz. Der heutige mächtige Riegelbau mit markantem Walmdach und die gotische Schlosskapelle stammen aus dem 15. Jahrhundert. Das Schloss ist seit 1807 in Privatbesitz.

### Kapelle St. Georg
Die in der Mitte des 19. Jahrhunderts renovierte und vergrösserte Kapelle wurde 1958/59 durch einen vom Rorschacher Architekten Paul Gaudy projektierten Neubau ersetzt. Er bildet zusammen mit dem Primarschulhaus das Dorfzentrum.